# سول لینئاس آئرئاس
سول لینئاس آئرئاس (به انگلیسی: Sol Líneas Aéreas) یک شرکت هواپیمایی با کد یاتا 8R است که در تاریخ ۲۰۰۵ میلادی تأسیس شده است. دفتر مرکزی سول لینئاس آئرئاس در روزاریو، سانتا فه، آرژانتین واقع شده‌است و قطب این شرکت هواپیمایی در فرودگاه بین‌المللی ژنرال انریکو ماسکونی، محله هوایی یورگ نوبری و فرودگاه بین‌المللی کامندنتی ارماندو توولا قرار دارد و به ۱۲ مقصد، پرواز مستقیم انجام می‌دهد.